# Skin Yard
Skin Yard foi uma banda grunge de Seattle, Washington, que esteve em atividade de 1985 a 1993. O grupo nunca ganhou a audiência mainstream, mas foi uma influência para os seus contemporâneos – mais notadamente Soundgarden, The Melvins, e Green River – junto dos quais são considerados os pioneiros do som que seria mais tarde denominado grunge.

## Formação e começo da banda (1985-1989)
A banda foi formada em 1985 por Daniel House e Jack Endino que posteriormente, se juntaram a Ben McMillan e Matt Cameron. Skin Yard tocou o  seu primeiro show em Junho de 1985, abrindo para o U-Men. Em 1986, Skin Yard contribuiu com duas canções para a coletânea "Deep Six". Este álbum, além de ter contribuições com canções comerciais dos The Melvins, Soundgarden, Malfunkshun, além do próprio Skin Yard, foi o primeiro registro a mostrar o som grunge. Naquele mesmo ano, Skin Yard lança o seu primeiro álbum auto-intitulado e seu primeiro single, "Bleed".
Logo depois desses lançamentos, o baterista Matt Cameron deixa a banda para se juntar ao Soundgarden. Depois de Cameron ter saído, uma série de bateristas passaram pela banda. Cameron foi inicialmente substituído por Steve Wied (que depois se juntaria ao Tad e posteriormente, ao "Willard"), seguido de Greg Gilmore (que depois se juntaria ao Mother Love Bone). Ambos os bateristas duraram apenas dois shows. No Outono, Jason Finn se juntou à banda, mas depois de oito meses, saiu por diferenças pessoais. Scott McCullum se juntou à banda em Maio de 1987. Naquele ano, a banda grava seu segundo álbum "Hallowed Ground" e lança em 1988. Porém, McCullum sai, e a banda entra em um hiato de catorze meses depois de uma turnê nos Estados Unidos citado como sendo "A excursão do Inferno".

## Anos finais e separação (1990-1993)
Skin Yard retornou em 1990 com seu terceiro álbum lançado, "Fist Sized Chunks", e com seu último baterista, Barrett Martin. Em 1991, com o grunge no Mainstream, a banda lança seu quarto álbum "1,000 Smiling Knuckles". Naquele mesmo ano, um dos formadores da banda, o baixista Daniel House deixa a banda para poder ficar mais tempo com a sua família. Ele é substituído por Pat Pedersen, que ficou na banda para a gravação do seu último álbum, "Inside the Eye", com o seu single "Undertow". Logo após a gravação, Skin Yard se dissolve, e "Inside the Eye" é lançado logo depois da separação.

## Após a separação
Ben McMillan e Scott McCullum haviam formado o Gruntruck como um projeto paralelo, e continuaram a tocar na banda depois da separação do Skin Yard. O Gruntruck lançou dois álbuns e um EP, e a banda encerra as atividades em 1998. Dez anos depois, em 2008, Ben McMillan morre de Diabetes.
Pat Pedersen e Barrett Martin trabalharam junto com Jack Endino em seu álbum solo "Endino's Earthworm". Endino também lançou mais dois álbuns solo, "Angle of Attack" e "Permanent Fatal Error". Endino, em grande medida, trocou  o seu trabalho como músico para trabalhar como produtor musical. Ele produziu vários álbuns de bandas como Soundgarden (a banda que inclui o baterista formador do Skin Yard, Matt Cameron) e Mudhoney. Recentemente, ele produziu álbuns de bandas como Hot Hot Heat e Zeke.
Daniel House, que é o dono e presidente da C/Z Records, continuou a lançar álbuns até 2001, quando ele lançou a coletânea de raridades do Skin Yard chamado "Start at the Top".
Barrett Martin, logo depois da separação do Skin Yard, se juntou ao Screaming Trees. A banda lançou dois álbuns junto com Martin, Sweet Oblivion e Dust. A banda entrou em hiato e encerrou as atividades em 2000. Martin também formou o supergrupo Mad Season juntamente com Layne Staley (ex-vocalista do Alice in Chains), Mike McCready (guitarrista do Pearl Jam) e John Baker Saunders (que, na época, era baixista do The Walkabouts). Mad Season lançou um álbum antes de encerrar as atividades em 1999.
Jason Finn, que foi substituído por McCullum no Skin Yard, havia se tornado baterista do Love Battery. Hoje, Finn toca bateria no The Presidents of the United States of America até sua separação em 1998. The Presidents of the United States of America se reuniu em 2000, mas Finn só retornou a banda em 2008, tocando no álbum, "These Are the Good Times People", lançado em 2008.

## Integrantes
- Ben McMillan - vocais (1985-1992)
- Jack Endino - guitarra (1985-1992)
- Daniel House - baixo (1985-1991)
- Pat Pedersen - baixo (1991-1992)
- Matt Cameron - bateria (1985-1986)
- Steve Wied - bateria (1986-1986)
- Greg Gilmore - bateria (1986)
- Jason Finn - bateria (1986-1987)
- Scott McCullum - bateria (1987-1989)
- Barrett Martin - bateria (1990-1992)

## Discografia

### Álbuns de estúdio
- Skin Yard (1986, C/Z Records)
- Hallowed Ground (1988, Toxic Shock Records)
- Fist Sized Chunks (1990, Cruz Records)
- 1,000 Smiling Knuckles (1991, Cruz Records)
- Inside the Eye (1993, Cruz Records)

### Coletâneas
- Start at the Top (2001, C/Z Records)

### Singles
- Bleed (do álbum "Skin Yard", 1987, C/Z Records)
- Stranger (do álbum "Hallowed Ground", 1988, Toxic Shock Records)
- Start at the Top (do álbum "Start at the Top", 1989, Sub Pop)
- 1,000 Smiling Knuckles(do álbum "1,000 Smiling Knuckles", 1991, Cruz Records)
- Psychoriflepowerhypnotized (do álbum "1,000 Smiling Knuckles", 1991, Rave Records)
- Undertow (do álbum "Inside the Eye", 1993, Cruz Records)

### Aparições em coletâneas
- "Throb" e "The Birds" em Deep Six (1986, C/Z Records)
- "Snowblind" em Hard to Believe: Kiss Covers Compilation (1991, C/Z Records)